# Cherán
Cherán là một đô thị thuộc bang Michoacán, México. Bản thân Cherán nằm ở phần phía tây bắc của Michoacán, cách Thành phố Mexico khoảng 360 km về phía tây và cách thủ phủ bang là Morelia khoảng 123 km về phía tây. Phần Municipio (đô thị) Cherán được báo cáo có dân số 16.243, nhưng phần Localidad (thị trấn) Cherán được chính thức thống kê có dân số 12.616, bao gồm 5.827 nam và 6.787 nữ.
Cherán là một trong cụm gồm 11 Municipios, dân số đáng chú ý là người Purépecha. Người dân nói tiếng Purépecha cũng như tiếng Tây Ban Nha địa phương.
Cherán được chú ý vì hệ thống chính quyền độc nhất sau cuộc nổi dậy dân sự năm 2011 của quần chúng địa phương vì các vấn đề tham nhũng và tội phạm trong khu vực. Khu vực này hiện được coi là một cộng đồng bản địa tự trị, phần lớn không có sự can thiệp của chính phủ liên bang Mexico.

## Cuộc nổi dậy năm 2011 và tách rời khỏi chính phủ

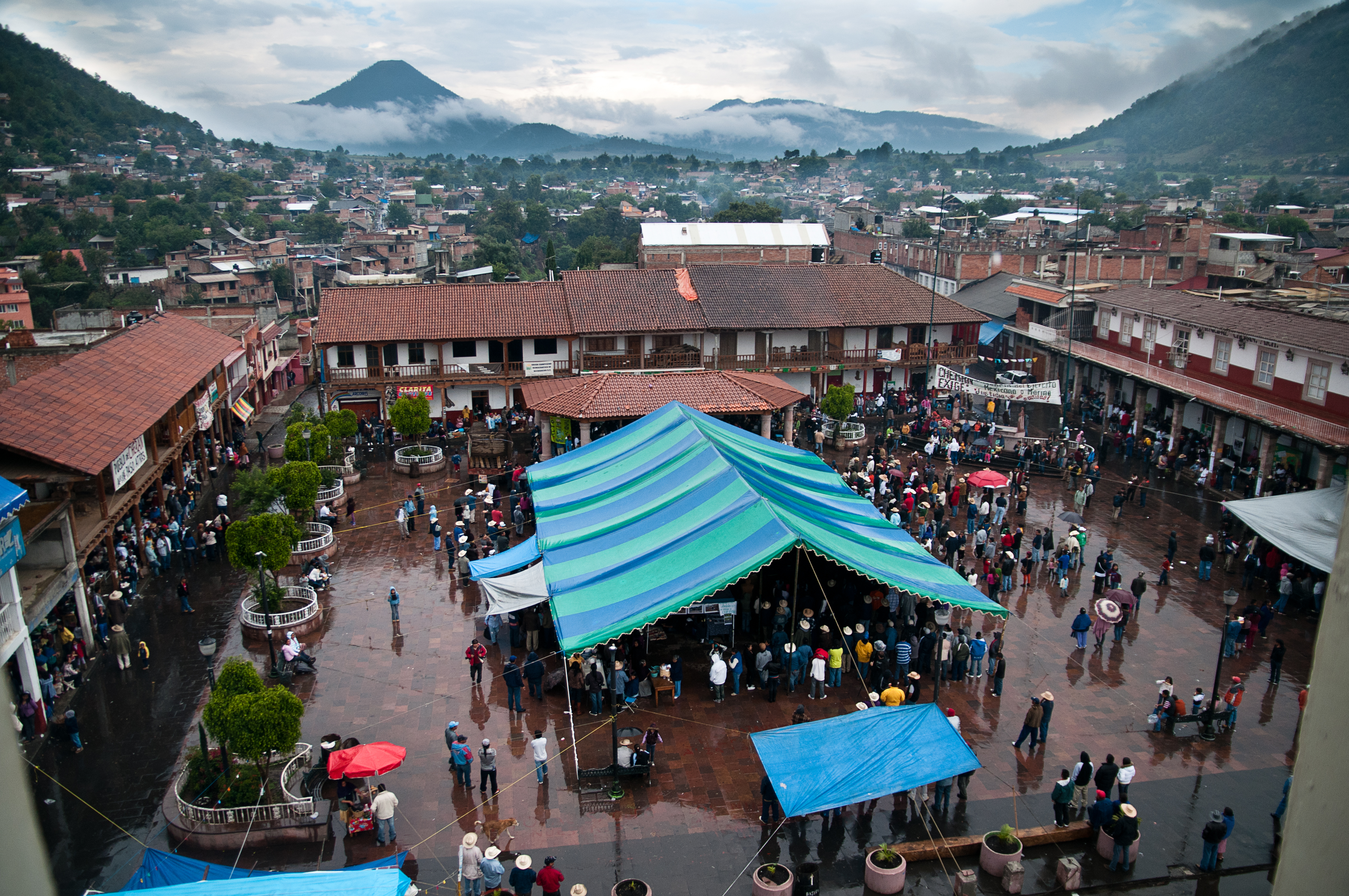
Khu chợ trung tâm Cherán

Giống như nhiều cộng đồng khác trong bang Michoacán, Cherán đã trải qua nhiều vấn đề về tội phạm có tổ chức, chính trị gia và cảnh sát nhận hối lộ và tham nhũng. Bắt cóc, tống tiền, giết người và khai thác trái phép rừng địa phương—mạch máu của cộng đồng. Tờ Los Angeles Times đưa ra nguyên nhân của cuộc nổi dậy năm 2011 như sau:
Đó là năm mà cư dân, hầu hết là người bản địa và nghèo khó, đã tiến hành một cuộc nổi dậy và tuyên bố tự trị với hy vọng thoát khỏi những tệ nạn đang hoành hành ở Mexico: bạo lực tràn lan, các chính trị gia tham nhũng, một hệ thống tư pháp không hiệu quả và các băng đảng tàn ác mở rộng từ buôn lậu ma túy sang tống tiền, bắt cóc và khai thác gỗ trái phép.
"Để bảo vệ chính mình," một nhà lãnh đạo cộng đồng giải thích, "chúng tôi phải thay đổi toàn bộ hệ thống - loại bỏ các đảng phái chính trị, loại bỏ Tòa thị chính, loại bỏ cảnh sát và mọi thứ. Chúng tôi phải tự tổ chức cách sống của mình để tồn tại". Theo đó, vào ngày 15 tháng 4 năm 2011, một nhóm phụ nữ và nam giới sử dụng đá và pháo hoa đã tấn công một xe buýt chở lâm tặc bất hợp pháp có liên quan đến băng đảng ma túy La Familia Michoacana của Mexico trang bị súng máy. Lực lượng nổi dậy nắm quyền kiểm soát thị trấn, trục xuất lực lượng cảnh sát và các chính trị gia, đồng thời chặn các con đường dẫn đến rừng sồi trên một ngọn núi gần đó, nơi đã bị khai thác trái phép bởi các băng nhóm vũ trang được hỗ trợ bởi các quan chức tham nhũng.
Cộng đồng đã được mở rộng tới 20.000 cư dân và hơn 27.000 ha đất công. Các thành viên canh gác khu phố tuần tra cả thị trấn và các khu rừng xung quanh.
Hiến pháp Mexico cho phép cộng đồng bản địa tự quản lý và tự quản lý chính sách. Sau những cuộc chiến pháp lý kéo dài, chính phủ Mexico đã phải công nhận Cherán là một cộng đồng bản địa tự trị hợp pháp.
"Trong chế độ chính phủ độc nhất của Cherán, quyền lực thực sự hoàn toàn nằm trong tay người dân. Không có một quyết định nào được đưa ra mà không có sự đồng thuận, từ việc ai sẽ nhận công việc xây dựng ở địa phương, đến việc phân bổ dịch vụ công và giám sát chi tiêu ngân sách." . Quyền lực của hội đồng quần chúng cao hơn bất kỳ cơ quan chính quyền địa phương nào khác."
Cộng đồng bầu ra Hội đồng gồm 12 người, gọi là "K'eri Jánaskakua," và có khoảng 180 đơn vị hành chính gọi là fogatas (lửa trại / lửa cộng đồng) trong bốn khu phố của mình.
Hội đồng Thứ ba (Hội đồng Trưởng lão, Hội đồng Cấp cao, Consejo Mayor, Consejo de Keris) được đặt tên vào năm 2018. Các cơ quan đại diện khác bao gồm hội đồng thanh niên, hội đồng phụ nữ, hội đồng khu phố và hội đồng lãnh thổ cấp xã tập trung vào phát triển kinh tế. Thị trấn đã cấm các đảng phái chính trị và các chiến dịch chính trị.
Theo tờ Guardian, chế độ dân chủ trực tiếp của Cherán đã cung cấp "một giải pháp đơn giản cho vấn nạn mua phiếu bầu và bao che đang gây khó khăn cho nền dân chủ Mexico." Theo một nhà hoạt động cộng đồng, dân chủ trực tiếp không chỉ cứu rừng mà còn mang lại hòa bình: Cherán năm 2017 có tỷ lệ giết người thấp nhất trong toàn bang Michoacán và có lẽ thậm chí trên toàn bộ đất nước Mexico.
XEPUR-AM, một đài phát thanh công cộng bản địa dùng ngôn ngữ Purépecha, đặt trụ sở tại Cherán. Cộng đồng cũng có kênh YouTube và blog. Đài truyền hình cộng đồng TV Cherán lần đầu phát sóng vào ngày 29 tháng 11 năm 2014.